# Unitárius Egyház (folyóirat)
Az Unitárius Egyház a Székelykeresztúr Vidéki Unitárius Lelkészkör által 1905–1944 között havonként kiadott egyháztársadalmi és iskolai lap. 1916 augusztus–december között, majd 1919 és 1920 között szünetelt, 1941. szeptember 1-től címe Székelykeresztúrköri Unitárius Egyház volt. 

## Szerkesztői, irányvonala
1905–10 között Lőrinczi István székelykeresztúri lelkész, 1911–14 között Péter Lajos gimnáziumi tanár és munkatársai, Geréb Zsigmond, Molnár Kálmán és Szász András lelkész szerkesztették, utána a lelkészkörhöz tartozó más lelkészek: 1914 augusztusától 1917-ig Szász András bözödi lelkész és munkatársai, Geréb Zsigmond és Molnár Kálmán, majd Bárka József korondi és Kiss Elek kissolymosi lelkész; 1917 novemberétől 1918 decemberéig, majd az átmeneti szüneteltetés után 1922-ig Kiss Elek, 1923-ban Orbán Lajos újszékelyi, 1924 májusától 1926 januárjáig ifj. Máthé Lajos szentábrahámi, 1926. februártól és 1939. június között Ütő Lajos székelykeresztúri lelkész, 1939. július és 1940. július között Máthé Sándor újszékelyi, 1941. szeptember és 1944. augusztus között Marosi Márton székelyszentmihályi lelkész.
A lapot az egyházon belüli kritikai hangnem jellemezte, merészen bírálta az egyház belső életét, az unitárius iskolák nevelési, oktatási tevékenységét. Az 1940-es évekre eluralkodott benne a szélsőjobboldali politizáló hangnem.